# تورنوه
تورنَوَه (به لاتین: Tyrnävä) یک شهرداری در فنلاند است که در اوستروبوتنیای شمالی واقع شده‌است.